# Jaskinia w Dudzińcu
Jaskinia w Dudzińcu (Schron w Dudzińcu, Pseudodmuchawa, Szczelina z Belką, Dmuchawa) – jaskinia w zachodnim zboczu Kominiarskiego Wierchu w Dolinie Chochołowskiej w Tatrach Zachodnich. Wejście do niej znajduje się na północno-wschodnim zboczu Dudzińca, pod Szczeliną nad Jaskinią w Dudzińcu, w pobliżu Dmuchającej Szczeliny, na wysokości 1250 m n.p.m. Długość jaskini wynosi 17 metrów, a jej deniwelacja 5 metrów.

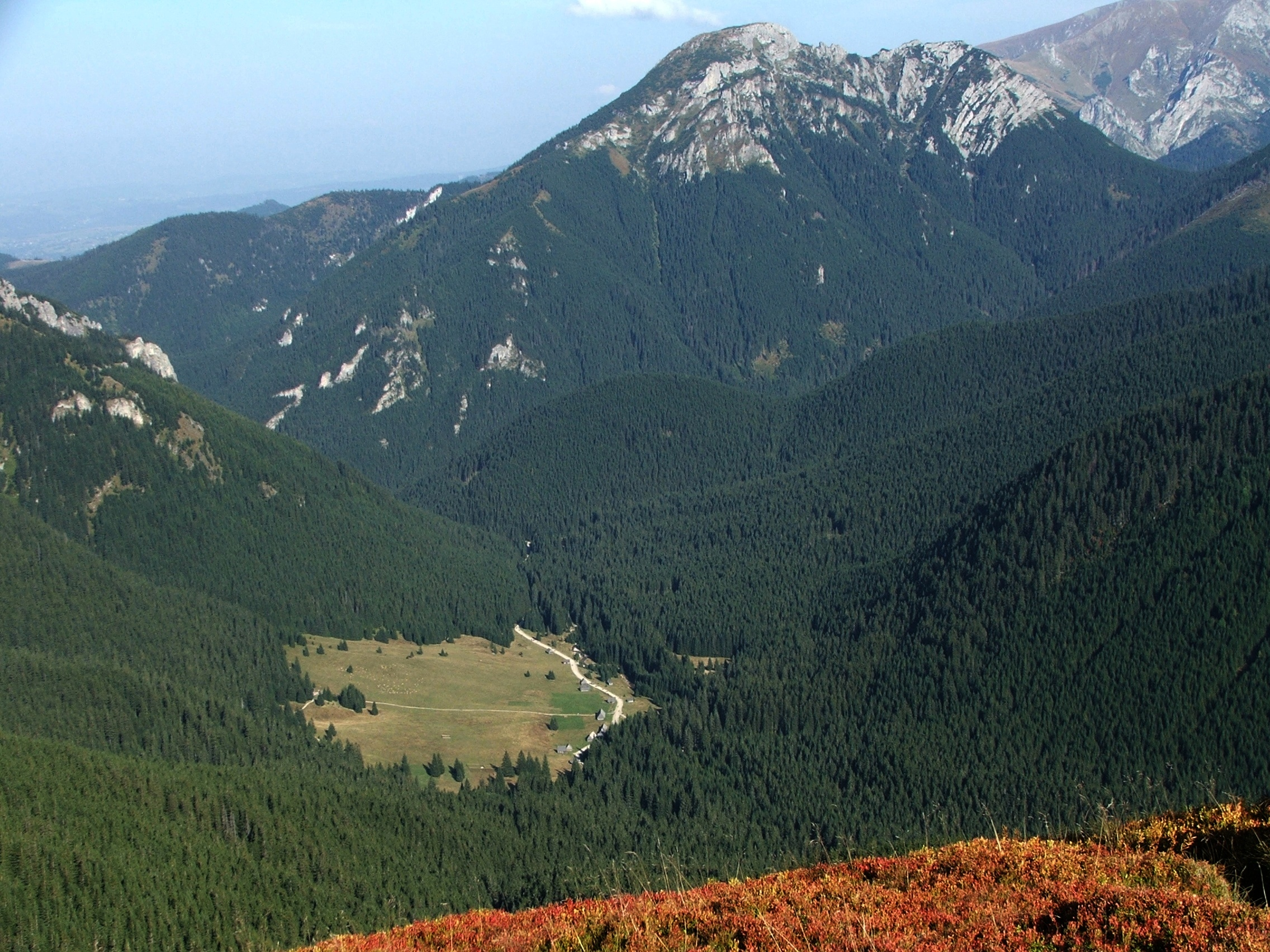
Widok na zachodnie zbocza Kominiarskiego Wierchu

## Opis jaskini
Jaskinię tworzy bardzo wąski, szczelinowy korytarzyk z jednym prożkiem i jednym trudnym zaciskiem zaczynający się w niewielkiej komorze wstępnej a kończący zawaliskiem.

## Przyroda
W jaskini można spotkać nacieki grzybkowe. Ściany są suche, nie ma na nich roślinności.

## Historia odkryć
Jaskinia była znana od dawna. W 1933 roku oglądali ją bracia Stefan Zwoliński i Tadeusz Zwoliński.